# Resolutie 567 Veiligheidsraad Verenigde Naties
Resolutie 567 van de Veiligheidsraad van de Verenigde Naties werd op 20 juni 1985 unaniem aangenomen.

## Achtergrond
In 1968 hadden de Verenigde Naties het mandaat dat Zuid-Afrika over Namibië had gekregen beëindigd. Het land weigerde echter te vertrekken waarna de VN de Zuid-Afrikaanse administratie in Namibië illegaal verklaarden en Zuid-Afrika een wapenembargo oplegden. De buurlanden van Namibië die de Namibische onafhankelijkheidsstrijd steunden werden door Zuid-Afrika geïntimideerd met geregelde militaire invasies.

## Inhoud
De Veiligheidsraad:
- Heeft de verklaring van Angola overwogen.
- Herinnert aan de resoluties 387, 418, 428, 447, 454, 475, 545 en 546.
- Is erg bezorgd over de nieuwe escalatie van de agressie tegen de soevereiniteit, het luchtruim en de territoriale integriteit van Angola zoals aangetoond door de recente aanval op de provincie Cabinda.
- Weet dat stappen moeten worden genomen om de bedreiging van de wereldvrede die uitgaat van Zuid-Afrika's aanvallen weg te nemen.

1. Veroordeelt Zuid-Afrika's recente agressie tegen Angola.
2. Veroordeelt Zuid-Afrika verder voor het gebruik van Namibië als uitvalsbasis tegen Angola.
3. Eist dat Zuid-Afrika zich onmiddellijk onvoorwaardelijk terugtrekt uit Angola.
4. Komt tot de overweging dat Angola recht heeft op schadevergoeding.
5. Vraagt de secretaris-generaal de uitvoering van deze resolutie op te volgen en te rapporteren.
6. Besluit om op de hoogte te blijven.

## Verwante resoluties
- Resolutie 560 Veiligheidsraad Verenigde Naties
- Resolutie 566 Veiligheidsraad Verenigde Naties
- Resolutie 568 Veiligheidsraad Verenigde Naties
- Resolutie 569 Veiligheidsraad Verenigde Naties

Lijst ·  560 ·  561 ·  562 ·  563 ·  564 ·  565 ·  566 ·  567 ·  568 ·  569 ·  570 ·  571 ·  572 ·  573 ·  574 ·  575 ·  576 ·  577 ·  578 ·  579 ·  580